# Martensmann

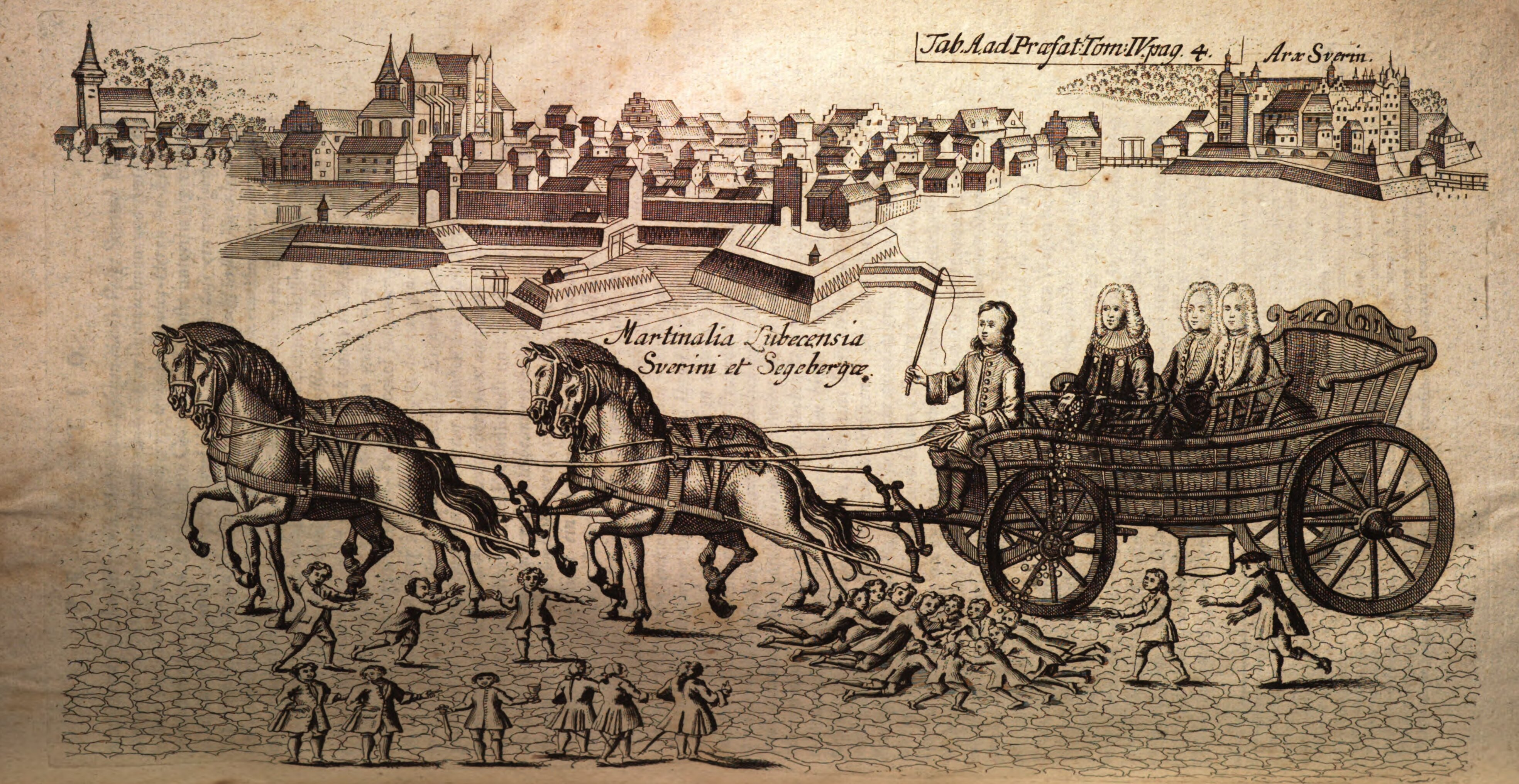
Der Martensmann auf dem Weg nach Schwerin, Abbildung aus Ernst Joachim Westphals Monumenta Inedita 1745

Der Brauch der Reise des Martensmannes wird erstmals 1520 erwähnt. Es wurde alljährlich im November zum Martinstag von Lübeck aus den Mecklenburger Fürsten  ein Fass Rotwein (Rotspon) nach Schwerin gesandt. Die Pflicht dazu geht zurück auf die Lübecker Fehde und die Bedingungen zu deren Friedensschluss. Demnach mussten die Städte Lübeck und Lüneburg an den Herzog von Mecklenburg einen jährlichen Betrag von 500 Gulden entrichten. In diesem Zusammenhang findet der Martensmann erstmalig Erwähnung.
Der Brauch verbindet Elemente des am Martinstag traditionell gezahlten Zehnts mit dem Heischebrauch der Kinder entlang der Wegstrecke, besonders in Rehna.
Der Weg führt den Lübecker Boten über Schönberg am 9. November nach Rehna, wo der Martensmann die Nacht in einer Herberge verbringt. Diese Herberge ist über eine lange Zeit das Deutsche Haus gewesen. 1758 erhoben die Rehnschen Jungs ihre Forderung nach Nüssen und Geld so energisch, dass sie dem Martensmann die Fenster mit Erdklößen und Steinen teilweise einwarfen. Am nächsten Morgen fährt der Martensmann weiter nach Schwerin, wo er am Abend des 10. November eintrifft und dem Herzog am 11. November gegen Mittag das Fass Wein überreicht.
Der Brauch erlosch 1817. 1991 wurde er im Rahmen der Wiedervereinigung auf Initiative des damaligen Ministerpräsidenten von Schleswig-Holstein, Björn Engholm, neu aufgenommen. Die Ankunft des Lübecker Boten wird in Rehna als Volksfest begangen.
Seit dem Jahr 2020 ist der Brauch immaterielles Kulturerbe der UNESCO.